# Año Nuevo tibetano
El Año Nuevo tibetano o Losar (en tibetano: ལོ་གསར་, wylie: lo-gsar) es la palabra tibetana que significa "sigma" en idioma tibetano. lo significa "año, edad"; sar significa "nuevo, fresco".
Losar es el día festivo más importante de Nepal, Bután y la Región Autónoma del Tíbet en China, todas pertenecientes a la histórica región cultura tibetana. Antes del Año Nuevo tibetano, se celebra Nyi Shu Gu en la víspera de la última noche del año.
La numeración del año se computa sumado 127 al año gregoriano.
La celebración de Losar se extiende durante 15 días, las celebraciones se ocupan los tres primeros días. El primer día de Losar, se prepara un brebaje denominado changkol a partir de chhaang (una variedad tibetana de la cerveza). Al segundo día de Losar se lo denomina Losar del Rey (gyalpo losar). El Losar es tradicionalmente precedido por la práctica durante cinco días del Vajrakilaya. Debido a que los uighures adoptaron el calendario chino, y los mongoles y tibetanos adoptaron el calendario Uyghur, Losar tiene lugar cerca o el mismo día que el Año Nuevo chino y el Año Nuevo mongol, pero las tradiciones del Losar son específicas del Tíbet, y anteriores a las influencias indias y chinas. Originalmente, las antiguas celebraciones de Losar tenían lugar únicamente durante el solsticio de invierno, y el líder de la escuela gelug de budismo solo lo modificó para que coincidiera con los años nuevos chino y mongol.